# نهائي الجائزة الكبرى لألعاب القوى 2001
نهائي الجائزة الكبرى لألعاب القوى 2001 كان النسخة الـ 17 من نهائي الجائزة الكبرى لألعاب القوى. أقيم في ملبورن بتاريخ 9 سبتمبر. شمل 19 مسابقة في سباقات المضمار والميدان ونظمه الاتحاد الدولي لألعاب القوى.

## الميداليات

### الرجال
| الحدث          | الذهبية                         | الذهبية | الفضية                               | الفضية  | البرونزية                         | البرونزية |
| -------------- | ------------------------------- | ------- | ------------------------------------ | ------- | --------------------------------- | --------- |
| إجمالي         | أندريه بوشر (سويسرا)            | 102     | ألن جونسون (الولايات المتحدة)        | 101     | هشام الكروج (المغرب)              | 100       |
| 200 متر        | شون كراوفورد (الولايات المتحدة) | 20.37   | برنارد ويليامز (الولايات المتحدة)    | 20.39   | فرانسيس أوبيكويلو (النيجر)        | 20.52     |
| 800 متر        | أندريه بوشر (سويسرا)            | 1:46.71 | يوري بورزاكوفسكي (روسيا)             | 1:46.78 | جان باتريك ندويمانا (بوروندي)     | 1:46.88   |
| 1500 متر       | هشام الكروج (المغرب)            | 3:31.25 | برنارد لاجات (كينيا)                 | 3:32.10 | وليام تشيرتشير (كينيا)            | 3:34.06   |
| 3000 متر       | بول بيتوك (كينيا)               | 7:53.85 | كينينيسا بيكيلي (إثيوبيا)            | 7:54.39 | لوك كيبكوسجي (كينيا)              | 7:54.39   |
| 3000 متر موانع | إبراهيم بولامي (المغرب)         | 8:16.14 | روبن كوسغي (كينيا)                   | 8:17.64 | سيف سعيد شاهين (كينيا)            | 8:18.85   |
| 110 م حواجز    | أنير غارسيا (كوبا)              | 13.22   | ألن جونسون (الولايات المتحدة)        | 13.28   | دومينيك أرنولد (الولايات المتحدة) | 13.43     |
| القفز الطويل   | يونس مدرك (المغرب)              | 8.23 م  | سافانت سترينجفيلو (الولايات المتحدة) | 8.19 م  | أليكسي لوكاشيفيتش (أوكرانيا)      | 7.93 م    |
| رمي القرص      | فيرجليجوس ألكنا (ليتوانيا)      | 64.42 م | ألكسندر تاميرت (إستونيا)             | 63.87 م | فرانتس كروغر (جنوب أفريقيا)       | 63.61 م   |
| رمي الرمح      | يان جيليزني (التشيك)            | 88.98 م | إريكس ريجز (لاتفيا)                  | 85.75 م | بوريس هنري (ألمانيا)              | 85.43 م   |